# Видякино
Видякино (мар. Видякин) — деревня в Оршанском районе Республики Марий Эл России. Входит в состав Марковского сельского поселения.

## География
Деревня находится в северной части республики, в зоне хвойно-широколиственных лесов, в пределах Оршанско-Кокшайской равнины, к востоку от автодороги Р176, на расстоянии примерно 4 километров (по прямой) к северо-северо-западу от Оршанки, административного центра района. Абсолютная высота — 122 метра над уровнем моря.

### Климат
Климат характеризуется как умеренно континентальный, влажный. Среднегодовая температура воздуха — 2,3 °С. Средняя температура воздуха самого тёплого месяца (июля) — 18,2 °C (абсолютный максимум — 38 °C); самого холодного (января) — −13,7 °C (абсолютный минимум — −47 °C). Безморозный период длится с середины мая до середины сентября. Среднегодовое количество атмосферных осадков составляет 491 мм, из которых около 352 мм выпадает в период с апреля по октябрь.

## История
Основана в 1810-1820 годах переселенцами из Котельнического уезда Вятской губернии. В 1829 году здесь насчитывалось 7 дворов и 62 жителя. В 1873 годов починок отмечен уже под названием Видякино. Он насчитывал 13 дворов и 118 жителей, в 1891 году в 30 дворах проживали 218 жителей, в 1926 году насчитывалось 56 дворов, 282 жителя. В 1950 году отмечено 165 человек, в 1960 году 274. С 1972 года люди начали разъезжаться. Со временем закрыли школу, клуб, фермы. На 2003 год оставались 4 двора. В советское время работал колхоз "Смена" .

### Часовой пояс
Деревня Видякино, как и вся Марий Эл, находится в часовой зоне МСК (московское время). Смещение применяемого времени относительно UTC составляет +3:00.

## Население
| 2010 |
| ---- |
| 16   |

### Национальный состав
Согласно результатам переписи 2002 года, в национальной структуре населения русские составляли 55 % из 11 чел., марийцы — 45 %.